# Inhulec
Az Inhulec (ukránul: Інгулець) folyó 549 kilométer hosszú folyó  Ukrajnában, vízgyűjtő területe 14 900 km², a Dnyeperbe torkollik. A Dnyepermelléki-hátságon ered és folyik végig, majd alsó folyásán a Fekete-tengermelléki-alföldön halad és Herszon közelében, a várostól északkeletre ömlik a Dnyeperbe. A partján terül el az acélgyártás és gépipar jelentős központja, Krivij Rih. Körzetében a folyón alakították Ukrajna egyik legnagyobb víztározóját, a 44,8 km² területű Karacsuni-víztározót (Карачунівське водосховище; Karacsunyivszke vodoszhoviscse).